# Uherčice, Břeclav
Uherčice là một làng thuộc huyện Břeclav, vùng Jihomoravský, Cộng hòa Séc.